# Caldário

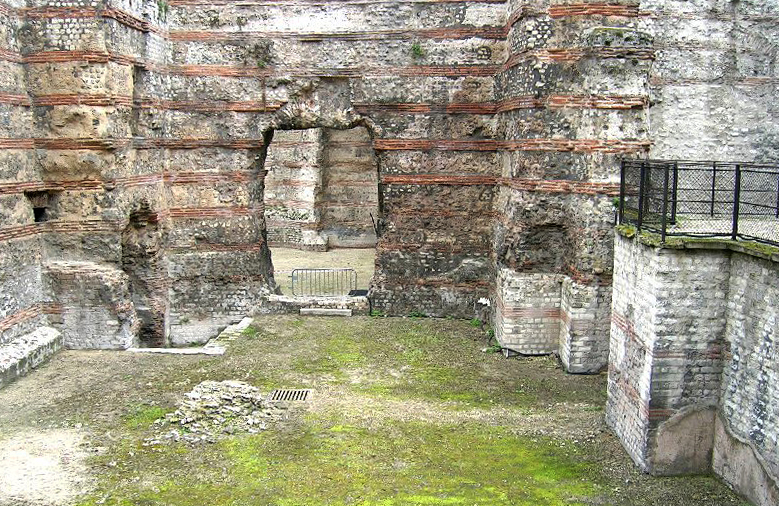
Caldário em Clúnia em França

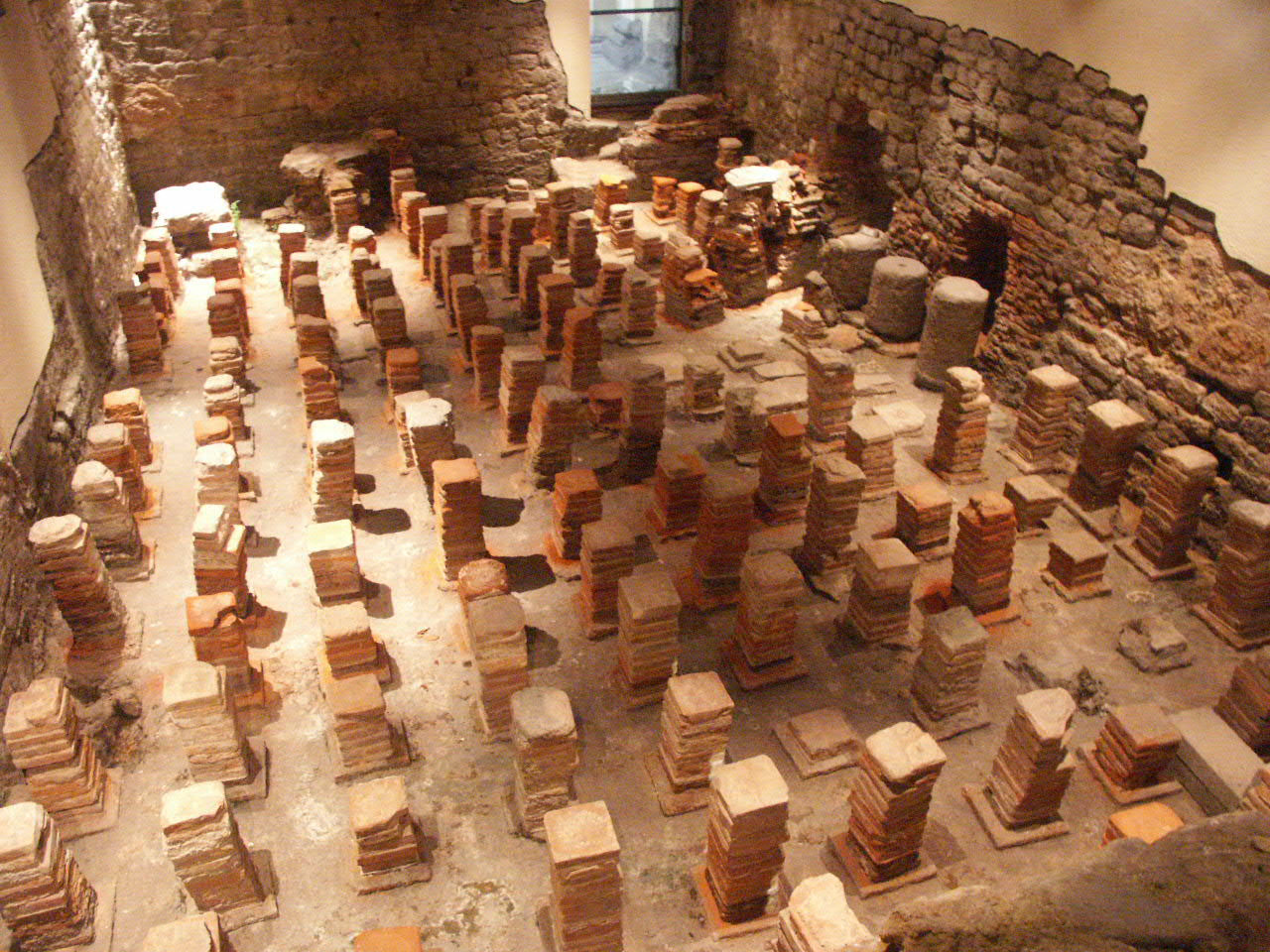
Caldário em Bath, na Inglaterra

Caldário (em latim: caldarium), cela caldária (cella caldaria) ou cela coctílio (cella coctilium), nas termas romanas, era uma sala aquecida pela passagem de ar quente através de hipocaustos sob o chão e por dutos embutidos nas paredes e munida com banho de imersão.